# Gwiezdne wojny: Wojny klonów (film)
Gwiezdne wojny: Wojny klonów (ang. Star Wars: The Clone Wars) – fantastyczno-przygodowy film animowany, produkcji amerykańskiej. Producentem wykonawczym jest George Lucas. Film został stworzony całkowicie w technologii 3D.
Wojny klonów to pierwszy film o Gwiezdnych wojnach, którego dystrybutorem nie jest 20th Century Fox, lecz wytwórnia Warner Bros.
Film stanowi wstęp do animowanego serialu telewizyjnego pod tym samym tytułem – Gwiezdne wojny: Wojny klonów – który miał swoją premierę w USA 3 października 2008 na antenie Cartoon Network. Serial pojawił się również w Polsce za pośrednictwem Telewizji Polskiej i Cartoon Network.

## Fabuła
Film osadzony jest w świecie Gwiezdnych wojen, opowiadający o wydarzeniach rozgrywających się podczas Wojen klonów. Akcja filmu rozgrywa się pomiędzy Atakiem klonów a Zemstą Sithów. Film opowiada o Anakinie Skywalkerze i jego padawance, Ahsoce Tano i o tym jak Mroczny Lord Sithów Darth Sidious oraz jego uczeń Darth Tyranus wcielają w życie plan mający na celu obrócenie klanów Huttów (na czele z Jabbą) przeciwko Jedi i Republice. W produkcji pojawiają się także mistrz Obi-Wan Kenobi i Yoda.

## Wersja oryginalna
- Matt Lanter – Anakin Skywalker
- James Arnold Taylor –
  - Obi-Wan Kenobi,
  - 4A-7
- Ashley Drane – Ahsoka Tano
- Tom Kane – Yoda
- Christopher Lee – Hrabia Dooku / Darth Tyranus
- Samuel L. Jackson – Mace Windu
- Nika Futterman –
  - Asajj Ventress,
  - TC-70
- Dee Bradley Baker –
  - Captain Rex,
  - Commander Cody,
  - Clone Troopers
- Catherine Taber – Padmé Amidala
- Anthony Daniels – C-3PO
- Ian Abercrombie – Kanclerz Palpatine / Darth Sidious
- Matthew Wood – Battle droids
- Corey Burton –
  - Whorm Loathsom,
  - Ziro the Hutt
- David Acord – Rotta the Huttlet
- Kevin Michael Richardson – Jabba the Hutt

## Wersja polska
Opracowanie wersji polskiej: Studio Sonica

Reżyseria: Miriam Aleksandrowicz

Opieka artystyczna: Jacek Rozenek

Tłumaczenie: Arleta Walczak

Dialogi polskie: Jacek Rozenek i Jan Aleksandrowicz-Krasko

Realizacja dźwięku: Jacek Osławski

Kierownictwo produkcji: Agnieszka Kudelska

W wersji polskiej udział wzięli:
- Tomasz Bednarek – Anakin Skywalker
- Jarosław Domin – Obi-Wan Kenobi
- Agnieszka Kudelska – Ahsoka Tano
- Brygida Turowska – Asajj Ventress
- Mariusz Czajka – Yoda
- Paweł Szczesny – Ziro
- Aleksandra Rojewska – Padmé Amidala
- Zbigniew Konopka – Hrabia Dooku
- Grzegorz Wons –
  - Palpatine,
  - Darth Sidious,
  - C-3PO
- Magdalena Karel – TC-70
- Jerzy Dominik –
  - Kapitan Rex,
  - Żołnierze-klony,
  - Narrator
- Artur Dziurman – Mace Windu
- Jacek Rozenek – Admirał Yularen
- Aleksander Wysocki –
  - Generał Loathsom,
  - Dr Droid
- Paweł Ciołkosz –
  - 4A-7,
  - Kronos-327
- Jan Aleksandrowicz-Krasko – Droidy

## Ścieżka dźwiękowa
Ścieżkę dźwiękową do filmu stworzył kompozytor Kevin Kiner, który nagrał 32 utwory. Muzyka z Wojen klonów różni się od reszty filmów z Gwiezdnych wojen między innymi wykorzystaniem etnicznych, jazzowych i swingowych brzmień, a także gitary elektrycznej.

### Lista utworów
- 1. Star Wars Main Title & A Galaxy Divided – 1:12
- 2. Admiral Yularen – 0:56
- 3. Battle Of Christophsis – 3:18
- 4. Meet Ahsoka – 2:43
- 5. Obi-Wan To The Rescue – 1:23
- 6. Sneaking Under The Shield – 4:23
- 7. Jabba’s Palace – 0:45
- 8. Anakin vs. Dooku – 2:17
- 9. Landing On Teth – 1:43
- 10. Destroying The Shield – 3:07
- 11. B’omarr Monastery – 3:09
- 12. General Loathsom / Battle Strategy – 3:06
- 13. The Shield – 1:36
- 14. Battle Of Teth – 2:44
- 15. Jedi Don’t Run! – 1:21
- 16. Obi-Wan’s Negotiation – 2:06
- 17. The Jedi Council – 2:03
- 18. General Loathsom / Ahsoka – 3:38
- 19. Jabba’s Chamber Dance – 0:41
- 20. Ziro Surrounded – 2:19
- 21. Scaling The Cliff – 0:45
- 22. Ziro’s Nightclub Band – 0:53
- 23. Seedy City Swing – 0:34
- 24. Escape From The Monastery – 3:11
- 25. Infiltrating Ziro’s Lair – 2:20
- 26. Courtyard Fight – 2:40
- 27. Dunes Of Tatooine – 1:59
- 28. Rough Landing – 3:02
- 29. Padmé Imprisoned – 0:50
- 30. Dooku Speaks With Jabba – 1:27
- 31. Fight To The End – 3:57
- 32. End Credits – 0:50

## Odbiór

### Krytyka w mediach
Film został negatywnie odebrany przez krytyków. W serwisie Rotten Tomatoes 18% recenzentów oceniło Wojny klonów pozytywnie, a średnia ocen spośród stu siedemdziesięciu dwóch recenzji wyniosła 4.20/10. Agregator Metacritic przyznał filmowi wynik 35/100 na podstawie trzydziestu recenzji.

### Nagrody i nominacje
Gwiezdne wojny: Wojny klonów otrzymały nominację do Złotej Maliny w kategorii „najgorszy sequel, prequel, remake lub plagiat”.